# 박종규 (1885년)
박종규(朴宗奎, 1885년 2월 14일 ~ ?)는 대한제국 독립운동가이다. 호(號)는 남좌(南佐).

## 생애

### 주요 이력
강원도 이천군 伊川面 南佐里 101番地에서 출생한 그는 1902년에서 1903년까지 강원도 철원군 갈말면 예하 면서기관 직책을 지낸 후 1903년에서 1906년까지 강원도 평강군 금화면 예하 면서기관 직책을 지내는 등 4년간 대한제국 관료 직책을 지내다가 1906년 대한제국 관료 직책을 사퇴 후 13년이 지난 1919년 3월, 강원도 이천군(伊川郡) 이천읍(伊川邑)에서 천도교인을 중심으로 대한 독립 만세 운동을 계획 및 추진하며 주민들을 동원하는 등 대한 독립 만세 운동을 주도하였다.
1919년 3월 7일 밤 남좌리(南佐里)의 천도교인 박종규를 비롯하여 박응규(朴應奎),이형모(李亨模) 등은 남좌리 천도교구실로 사용하던 박필주(朴弼周)의 집에 모여 만세시위를 계획하였다. 이들 3인은 이웃 마을 주민에게 시위에 참가할 것을 독려하는 한편, 태극기와 선전문을 만들며 거사를 준비하였다. 8일 박종규 등은 태극기를 들고 남좌리를 출발하여 이천읍으로 행진하던 중, 추목리(楸木里) 방면에서 이형모가 이끄는 주민 300여 명을 만나 합류하였다. 400여 명으로 불어난 대한 독립 만세 시위 군중은 헌병분견소와 경찰서로 몰려가면서 만세를 부르고 대한독립만세를 외쳤다.
시위 후 체포된 박종규는 1919년 6월 21일 고등법원에서 소위 보안법 위반으로 징역 1년 6개월형을 선고받고 복역한 후 만기출감하였다.

## 사후
대한민국 정부에서는 그의 공훈을 기리고자 2011년 8월 15일을 기하여 대한민국 건국훈장 애족장을 추서하였다.